# Databeveiliging
Databeveiliging is de bescherming van (computer)gegevens (data) tegen risico's zoals gegevensverlies of het in onbevoegde handen terechtkomen van de data en het, daaruit voortvloeiende, onbevoegde gebruik of misbruik ervan. 

## Beveiliging tegen gegevensverlies
Gegevensverlies kan bijvoorbeeld worden veroorzaakt door: 
- technische defecten aan gegevensdragers zoals harde schijven
- computervirussen
- stroomuitval
- menselijke fouten zoals het onbedoeld verwijderen van gegevensbestanden.

Gegevensverlies wordt tegengegaan met behulp van back-ups. Hierbij dient opgemerkt dat ook back-upmedia slijtage kunnen vertonen, zo zijn veel cd-recordables reeds na enkele jaren niet meer leesbaar.

## Beveiliging tegen 'lekken'
Gegevens kunnen langs vele wegen in verkeerde handen terechtkomen. Internetverkeer kan worden afgeluisterd met een packet sniffer, zodat wachtwoorden en inlognamen in handen kunnen vallen van onbevoegden. Om internetverkeer te beveiligen maakt men gebruik van encryptie, die het meelezen van gegevens ernstig bemoeilijkt of zelfs geheel onmogelijk maakt. Ook gegevensdragers zoals USB-sticks beveiligt men wel door middel van encryptie, waarbij de authenticatie soms plaatsvindt door middel van een vingerafdruk. De USB-stick kan dan niet door onbevoegden worden uitgelezen.

## De menselijke factor
Onder databeveiliging valt ook de beveiliging tegen de 'menselijke factor', dat wil zeggen: onzorvuldigheden in de menselijke omgang met de techniek. Internetverkeer kan nog zo goed beveiligd zijn, maar als iemand zijn PC bij de vuilnis zet zonder de harde schijf te wissen, liggen zijn gegevens alsnog (letterlijk) op straat. Hetzelfde geldt indien men oude back-ups weggooit zonder ze eerst te vernietigen of niet zorgvuldig omgaat met wachtwoorden.